# Грб општине Ириг
Грб општине Ириг има слику на штиту која представља „Побожног пеликана“. Ово је хералдички симбол који репрезентује жртву тј. пожртвованост. У црквеној хералдици, ово представља еухаристију, која подсећа на врхунску жртву Исуса Христа. Грб је скоро исти као старији грб Ирига који је граду додељен још за време Наполеонових ратова Аустрије.